# 金莲木
金莲木（学名：Ochna integerrima），又名黃梅，是金莲木科金莲木属的一种木本植物，常做为观赏植物和药用植物。金莲木的皮可治疗消化系统疾病，根可以驱蚊杀虫，树叶和树枝含有多种黄酮类化合物。在中国列为国家濒危保护植物。